# Nikołaj Makarienko
Nikołaj Fiodorowicz Makarienko (ros. Николай Фёдорович Макаренко, ur. 18 kwietnia?/1 maja 1916 we wsi Siennoje w obwodzie charkowskim, zm. 12 stycznia 1998 we wsi Czkałowskij w obwodzie moskiewskim) – radziecki lotnik wojskowy, pułkownik, Bohater Związku Radzieckiego (1943).

## Życiorys
Urodził się w ukraińskiej rodzinie chłopskiej. Po ukończeniu 7 klas uczył się w technikum medycznym w Iziumie, od 1935 służył w Armii Czerwonej, w 1938 ukończył wojskową szkołę lotników w Czugujewsku. We wrześniu 1939 uczestniczył w agresji ZSRR na Polskę, a 1939–1940 w wojnie z Finlandią, od 1941 należał do WKP(b). Po ataku Niemiec na ZSRR walczył na froncie, był dowódcą klucza i potem dowódcą eskadry 153 pułku lotnictwa myśliwskiego 5 Mieszanej Dywizji Lotniczej 23 Armii na Froncie Leningradzkim i Woroneskim, 9 lipca 1942 w walce powietrznej na Woroneżem został ranny i odesłany do szpitala. Podczas wojny wykonał 320 lotów bojowych, w tym 109 lotów szturmowych, strącił 10 samolotów wroga. W 1950 ukończył Wojskowo-Powietrzną Akademię Inżynieryjną im. Żukowskiego i otrzymał rangę pułkownika-inżyniera, pracował na różnych stanowiskach inżynieryjnych, w 1970 został zwolniony do rezerwy.

## Odznaczenia
- Złota Gwiazda Bohatera Związku Radzieckiego (20 lutego 1943)
- Order Lenina (dwukrotnie – 10 grudnia 1941 i 10 lutego 1943)
- Order Czerwonego Sztandaru (dwukrotnie – 13 września 1943 i 30 grudnia 1956)
- Order Wojny Ojczyźnianej I klasy (6 kwietnia 1985)
- Order Czerwonego Sztandaru Pracy (17 czerwca 1961)
- Order Czerwonej Gwiazdy (15 listopada 1950)
- Medal „Za Zasługi Bojowe” (6 listopada 1945)

I inne.